# Védánta

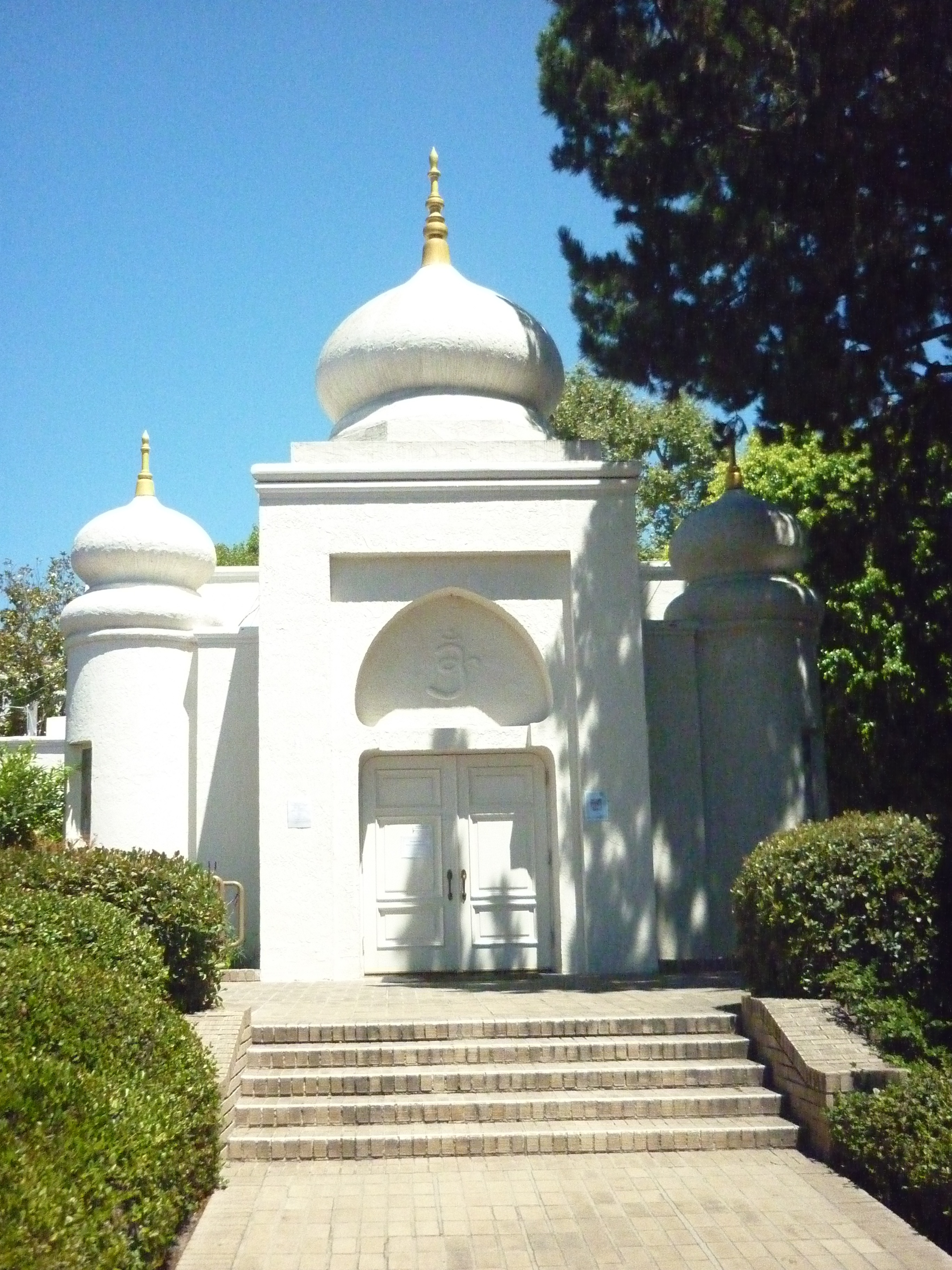
Védánta templom Hollywoodban

A Védánta (dévanágari: वेदान्त, IAST: Vedānta) a hindu filozófia hat (āsztika) iskolájának legjelentősebb része. Eredetileg egy olyan szó volt, amit a hindu filozófia szinonimaként használt a védikus szövegek azon részére, amelyet az Upanisadok néven is ismerünk.
A szó a Véda-anta hangalaktani formája, ami "Véda-vég"-et jelent, ez a Védikus himnuszok függeléke. Feltételezhető, hogy a "Védánta" a "célját [végét] jelenti a Védáknak. A védántát megnevezésként is használhatják, ami azt az illetőt jelöli, aki az eredeti Védák közül mind a négyet mesteri szinten űzi. A 8. századra a szót úgy használták, mint ami a filozófiai hagyományok egy csoportját jelöli, amely az önmegvalósítással foglalkozik, és ami által megérthető a valóság végső természete (Brahman).
Ilyen vonatkozásában a Védántát Uttara Mímámszának, azaz ’legutóbbi vizsgálódásnak’ vagy ’magasabb vizsgálódásnak’ nevezik és gyakran párosul a Púrva Mímámszával, azaz a régebbi vizsgálódással. A Púrva Mímámszát, általában csak egyszerűen Mimámszának hívják, ami a Brahmanákkal és a védikus mantrák tűzáldozataival foglalkozik (a Védák „Szamhita” részében), míg a Védánta az Áraṇjaka ezoterikus tanításait fejtegeti. A Védánta nem korlátozódik csupán egyetlen könyvre, így nem egyetlen forrása van a védántikus filozófiának.

## Történelem
A korábbi írásokban a szanszkrit 'Védánta' egyszerűen az Upanisadokra hivatkozott, a legfilozofikusabb védikus szövegre, amelynek tartalma elsősorban a véda-bölcselet ismeretelméleti része. Később, a hinduizmus középkori szakaszában, a Védánta elkezdett filozófiai iskolát jelenteni, amely már az Upanisadokat magyarázta. 
A Védánta elképzeléseit i.e. 200 körül Badarájana foglalta rendszerbe a Védánta-szútrában. Ez a könyv számos névre hallgatott már, többek között (1) Brahma-szútrára, (2) Szárjrakára, (3) Vjásza-szútrára, (4) Bádarájaṇa-szútrára, (5) Uttara-mímámszára és(6) Védánta-darszanára. A Védánta-szútra rejtélyes nevei számos magyarázatnak adtak teret, ami jó néhány Védánta iskola megalakulásához vezetett, melyek közül mindegyik a saját szájíze szerint magyarázta a szövegeket. A Védánta viszont következetesen ajánlja, hogy a szertartásokat kell végezni, miközben az egyén felfedezi az igazságot. Ezek során meditáción keresztül tapasztalja meg az illető a szerető erkölcsöt, és megbizonyosodik róla, hogy végtelen áldások várnak a keresőre. Közvetlenül vagy közvetett módon közel mindegyik hindu szektára hatottak a Védánta gondolkodóinak rendszerei. A hinduizmus nagymértékben a Védánta koherens és logikailag fejlett rendszereinek köszönheti, hogy napjainkig fennmaradt.

## Forrásszövegek

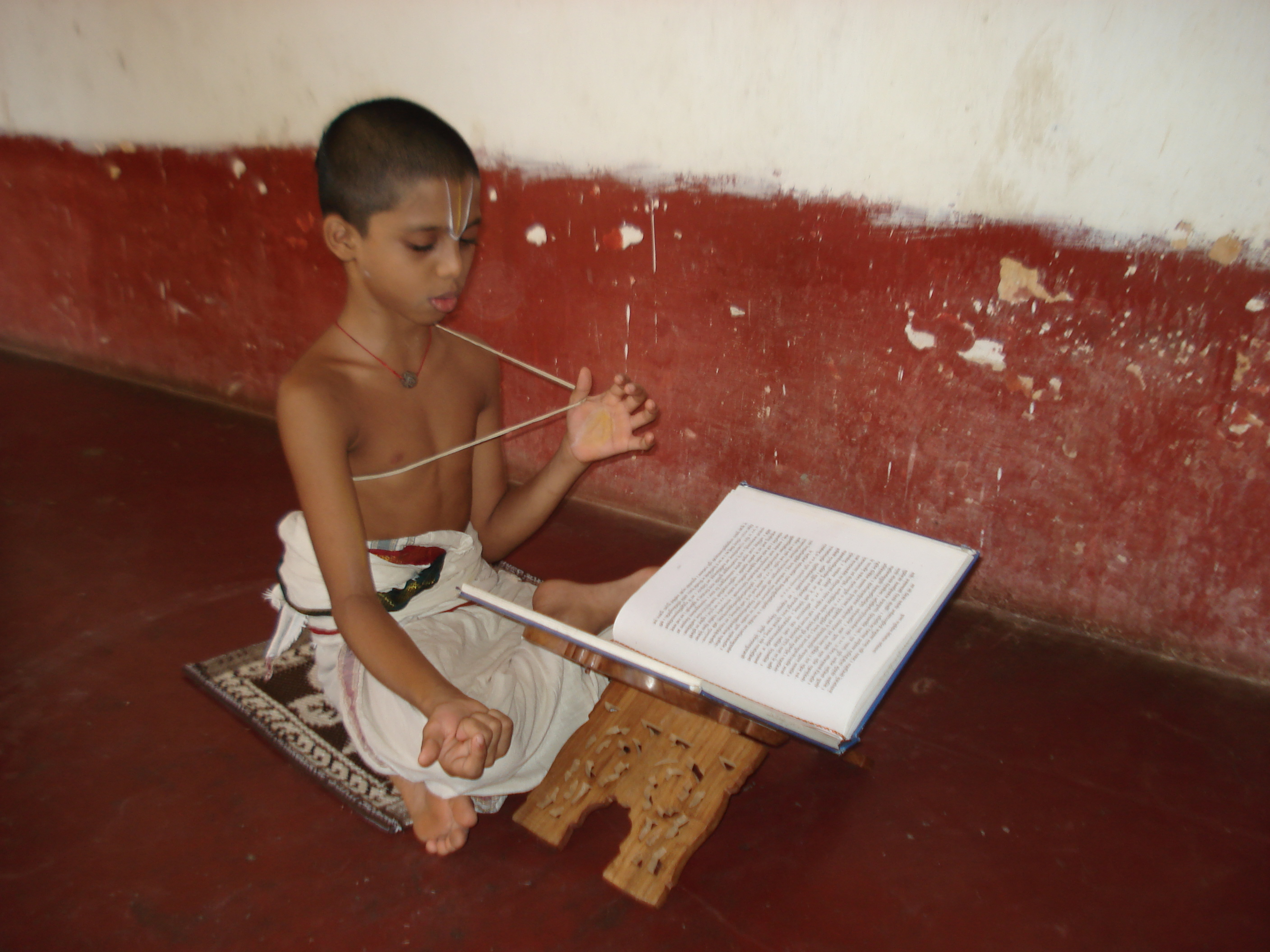
A Védákat tanulmányozó gyermek

A Védánta összes formája elsődlegesen a védikus filozófiák szövegegyütteséből, az Upanisadokból ered.
Az Upanisadok elsődleges filozófiája, hogy egyetlen abszolút valóság létezik, és ez a Brahman. A Brahman fogalma – a végtelen önmagában létező, transzcendens és mindenek felett álló Nagyság, és a Végső Valóság, melyben az Istenség minden létezőt beleágyazott – központi szerepet kap a legtöbb Védánta iskolában. Isten vagy Ísvara fogalma szintén jelen van, és a Védánta aliskolái nagyrészt abban különböznek egymástól, miképp azonosítják Istent a Brahmannal.
Az Upanisadok tartalma gyakran rejtélyes nyelvezetben szólal meg, amely számos magyarázatnak enged teret. Időről időre, a bölcsek saját koruknak megfelelően, az időszak szájízére szabva magyarázták az Upanisadok írásait. Hatféle főbb magyarázata van ezeknek a szövegeknek, amelyek közül három (Advaita, Visistadvaita, és Dvaita) a legfontosabbak, akár az indiai viszonylatban, akár a külföldi környezetre vonatkozóan vizsgáljuk azok fontosságát. Ezeket a Védánta iskolákat három főbb vezető alapította: Srí Ádi Sankara, Srí Rámánudzsa és Srí Madhvácsárja. Más Védánta iskolák szintén lejegyezték gondolataikat és következtetéseiket, de az őáltaluk végzett munka nem ismert széles körben, hanem csupán néhány kisebb csoportra szűkül Indián belül.
Annak ellenére, hogy nem gondolunk rá úgy, mint egy pusztán védántikus szövegre, a Bhagavad-gíta erős szerepet tölt be a védántikus gondolkodásban. Ezt a könyvet is egy "upanisadnak" hívják, és a legnagyobb Védánta tanítók (Sankara, Rámánudzsa és Madhvácsárja) így fontosnak tartották, hogy kommentárt írjanak a Gítához is.

## Védánta iskolák

### A Védánta magja
Bár sok aliskolája létezik a Védánta filozófiának, minden ilyen iskolában jelen vannak bizonyos közös fogalmak, amelyet a Védánta magjaként is hívhatunk.
- A Brahman a legfelsőbb oka az egész univerzumnak, mindent átható és örök.
- A cselekedetek alárendelődnek a tudásnak és az imádatnak. A cselekedetek csak arra használhatóak, hogy felkészítsék az elmét a tudásra vagy az imádatra; amikor a tanítvány ezeket eléri, a cselekedetek háttérbe kell, hogy szoruljanak.
- A rabszolgaság a halál és újjászületés körforgásának való alárendeltséget jelenti.
- A felszabadulás az ebből a körből való kilépést jelenti.

### Advaita-védánta

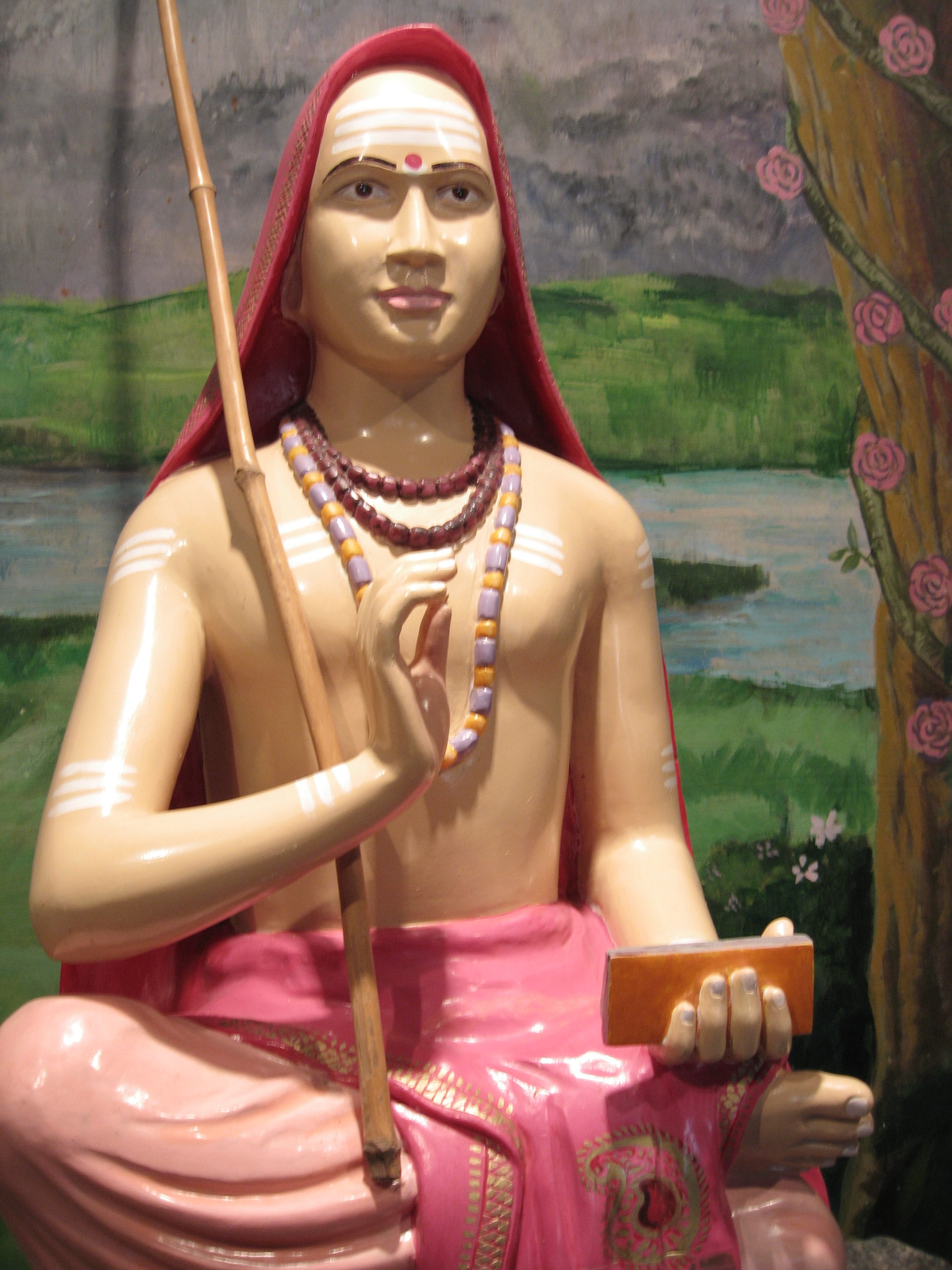
Adi Shankara szobra

Az Advaita Védánta (Advaita Vedānta; szanszkri nyelven: अद्वैत वेदान्त [əd̪ʋait̪ə ʋeːd̪ɑːnt̪ə]) iskolát Ádi Sankara és az ő nagy guruja, Gaudapáda alapította. Ebben a Védánta iskolában a Brahman az egyetlen létező, és a világ, ahogyan az számunkra megjelenik, pusztán illuzórikus. Mivel Brahman az egyetlen felfoghatatlan valóság, egyáltalán nem rendelkezik tulajdonságokkal (nirguna). Brahman illúziója, amit májának nevezünk, okozza azt, hogy a világ létezik. Az érzéketlenség az oka minden szenvedésnek ebben a valóságban, és csak a Brahman igazi erejének elérésével lehet a felszabadulást elérni. Amikor a személy megpróbálja a Brahmant az elméjén keresztül megismerni, a Maja hatása miatt a Brahman hiperabszolút Istenként jelenik meg, amely külön áll a anyagvilágtól (prakriti). Valójában nincs különbség az egyéni lélek, a dzsivátman (lásd átman) és a Brahman között. A felszabadulás abban rejlik, hogy ismerjük ennek a különbségtelenségnek a valóságát (azaz a-dvaita, "nem-dualitás"). Így a felszabadulás útja végül csak a tudáson keresztül érhető el (dnyána).

### Dvaitádvaita
A Dvaitádvaita iskolát Nimbárka alapította egy korábbi iskola alapjain, amely a Bhédábhéda névre hallgatott. Ennek az iskolának megfelelően a dzsivátman egyszerre ugyanaz, és mégis különböző a Brahmantól. A dzsíva kapcsolat egyik nézőpontból dvaita, a másik nézőpontból viszont advaita. Ebben az iskolában Istent Krisnaként látják.

### Visistádvaita
A Visistadvaitát Rámánudzsa alapította, és azt tanítja, hogy a dzsivátman a Brahman része, és ezért hasonló, de nem egy és ugyanaz. A legfőbb eltérést az Advaitától az jelenti, hogy a Visistádvaitában, a Brahmannak tulajdonságai vannak (szaguna brahman), ami egyéni tudatos lelkekben és az anyagban jelenik meg. A Brahman, az anyag és az egyéni lelkek bár távoliak egymástól, de kölcsönösen elválaszthatatlan létezők. Ez az iskola a Bhaktit részesíti előnyben, vagyis Isten imádatát, ami által Visnut látja a megszabadulás útjának. A Mája Isten teremtő erejét jelenti.

### Dvaita
A Dvaita iskolát Madhva (Madhvácsárja) alapította. Tatvaváda néven is ismert, ami azt jelenti, hogy a valóság filozófiája. Teljes mértékben azonosítja Istent a Brahmannal és Visnuval felváltva, vagy annak számos inkarnációjával, mint például Krisna, Naraszimha, Srínivásza stb. A Brahmanra, az összes egyéni lélekre (dzsivátman) és az anyagra úgy tekint, hogy azok végtelen és kölcsönösen különálló létezők. Ez az iskola szintén szorgalmazza a Bhaktit, mint a szattvikus megszabadulás útját, ahol a gyűlölet (Dvésa, szó szerint: "kettősség") és az érzéketlenség az Úr felé a végtelen pokolhoz vezet és az örök rabszolgasághoz. A felszabadulás a maximális öröm vagy szenvedés állapotát jelenti, amellyel az egyéni lelkeket jutalmazzák (a szádhanájuk végén), a lelkek jóhoz és rosszhoz való eredendő viszonyulása alapján. Visnu felmérhetetlen ereje az okozója az univerzum létezésének, és az anyag vagy prakriti megjelenésének. A Dvaita iskola azt is kimondja, hogy minden cselekedetet az Úr hajt végre, aki minden lelket energiával tölt el, és az eredménnyel a lelkeket jutalmazza, de önmaga a legkevésbé sincs az eredmények hatása alatt.

### Suddhádvaita
A Suddhádvaita iskolát Vallabha alapította. Ez a rendszer szintén azt mondja, hogy a Bhakti az egyetlen módja a szabadulásnak. Azt tanítja, hogy a világ Krisna sportja, aki önmaga a „szat csit ánanda” vagyis „örökkévaló tudással és boldogsággal teljes”.

### Acsintja-bédábhéda
Az Acsintja-bhédábhéda (felfoghatatlan egység és különbözőség) iskolája Srí Csaitanja Maháprabhu nevéhez kötődik. Tanításait a vaisnavizmus főleg a korabeli Bengálban és Orisszában elterjedt ága követi (brahma-mádhva-gaudíja-szampradája). Az Isten és a világ illetve az Isten és a lélek kapcsolatának problémáját az úgynevezett acsintja-sakti, a "felfoghatatlan energia" fogalmának bevezetésével oldja meg. Eszerint a Brahman az acsintja-sakti segítségével egyszerre azonos a teremtésével, illetve a teremtést benépesítő lelkekkel (dzsívátman), ugyanakkor különbözik is tőlük. Ebben a filozófiai rendszerben kitüntetett jelentősége van a sakti (energia) fogalmának. Az energia a forrásától elválaszthatatlan, anélkül nem létezhetne, ezért bizonyos szempontból egy vele, ugyanakkor mégsem lehet a kettőt teljes mértékben azonosítani. Ezt a nap példájával szemléltetik: a napfény nem létezne a Nap nélkül, ám magától az égitesttől különbözik. Ha Isten (brahman) és a lelkek (dzsívátman) teljes mértékben azonosak lennének (ahogy azt Sankara állította), akkor az élőlények tökéletlensége, esendősége egyben a Brahman tökéletlen voltát is jelentené. Ha ezzel szemben teljesen különböznének egymástól (ahogyan azt Madhva tanította), az ellentmondana az upanisadokban oly sokat hangoztatott egység tanításának. Mivel a teremtő és a teremtés kapcsolatát sem a "rész és egész", sem a "szubsztancia és attribútumok", de még egy hétköznapi tárgy és annak energiája fogalmával sem lehet megfelelően leírni, e kapcsolatot felfoghatatlannak, minden képzeletet felülmúlónak nevezik.

## Összehasonlítás a nyugati filozófiákkal
Számos alkalommal szó esett már a Védánta és a nyugati filozófiai tanítások közötti hasonlóságokról. 
A 19. században Theodore Goldstücker német szanszkritológus egyike volt a legkorábbi alakoknak, akik felismerték a hasonlóságot a Védánta vallási fogalmai és a Baruch Spinoza, holland zsidó filozófus gondolatai között.
Annyira gyanúsan sok a hasonlóság a nyugati tanítások és a Védánta fogalmai között, hogy könnyen feltételezhetnénk, hogy a filozófiánk alkotói alapvető fogalmakat kölcsönöztek a hindu rendszerekből, hacsak nem volnánk teljesen bizonyosak az életrajzuk alapján, hogy életükben nem találkozhattak a keleti doktrínákkal. Spinoza gondolatait joggal hihetnénk a Védánta filozófia utolsó fejlődési fázisának, hiszen gondolatai annyira illeszkednek a Védánta tanítások gondolatrendszerére.
Max Müller, tanításai során felhívta a figyelmet rá, hogy a Védánta meghatározása a Brahmanra teljesen ugyanaz, mint amelyet Spinoza szubsztanciaként határoz meg. Arthur Schopenhauer német filozófus elképzelései is párhuzamokat mutattak a Védánta filozófiájával.

## Fordítás
- Ez a szócikk részben vagy egészben  a   Vedanta című angol Wikipédia-szócikk ezen változatának fordításán alapul.  Az eredeti cikk szerkesztőit annak laptörténete sorolja fel. Ez a jelzés csupán a megfogalmazás eredetét és a szerzői jogokat jelzi, nem szolgál a cikkben szereplő információk forrásmegjelöléseként.